# Carmel Bonnín i Cortès
Carmel Bonnín i Cortès (Palma, 17 d'octubre de 1942) és un advocat laboralista, escriptor i activista social mallorquí.

## Obra publicada
- Una platja per a cada nàufrag.  Palma: Documenta Balear, 2012. ISBN 978-84-15432-20-3.
- El Fons Mallorquí de Solidaritat i Cooperació. Exponent de la solidaritat de la societat civil a Mallorca.  Palma: Lleonard Muntaner Editor, 2013. ISBN 978-84-15592-67-9.
- Més enllà del desencís.  Palma: Documenta Balear, 2013. ISBN 978-84-15432-75-3.[4][5]
- Conviure amb els diferents. Els grans reptes de la immigració a Balears.  Palma: Lleonard Muntaner Editors, 2016. ISBN 978-84-16554-34-8.
- Un marlloquí a Puerto Rico. L'aventura d'un indià.  Palma: Documenta Balear, 2016. ISBN 978-84-16163-72-4.
- El secret de Cas Xigarro. Una família de comerciants i naviliers xuetes (1820-1918).  Palma: Lleonard Muntaner Editor, 2017. ISBN 978-84-16554-92-8.
- Cabòries dún ciutadà estupefacte i altres relats.  Palma: Documenta Balear, 2019. ISBN 978-84-17113-49-0.